# Boguszówka (Ukraina)
Boguszówka (ukr. Богушівка, Bohusziwka) – wieś na Ukrainie, w obwodzie wołyńskim, w rejonie łuckim.